# Pasalia Kipkoech
Pasalia Chepkorir Kipkoech (ur. 22 grudnia 1988 w Nakuru) – kenijska lekkoatletka, specjalizująca się w biegach długodystansowych.
W 2003 zdobyła srebrny medal mistrzostw świata juniorów młodszych w biegu na 3000 metrów. W 2012 startowała na mistrzostwach świata w półmaratonie, rozgrywanych w Kawarnie, na których zdobyła dwa medale – brąz indywidualnie i srebro drużynowo.

## Osiągnięcia
| Rok  | Impreza                               | Miejsce    | Konkurencja            | Lokata     | Wynik   |
| ---- | ------------------------------------- | ---------- | ---------------------- | ---------- | ------- |
| 2003 | Mistrzostwa świata juniorów młodszych | Sherbrooke | bieg na 3000 metrów    | 2. miejsce | 9:13,77 |
| 2012 | Mistrzostwa świata w półmaratonie     | Kawarna    | półmaraton             | 3. miejsce | 1:09:40 |
| 2012 | Mistrzostwa świata w półmaratonie     | Kawarna    | półmaraton (drużynowo) | 2. miejsce | 3:28:29 |
| 2016 | Mistrzostwa świata w półmaratonie     | Cardiff    | półmaraton             | 7. miejsce | 1:09:44 |

## Rekordy życiowe
- Bieg na 3000 metrów – 9:13,77 (2003)
- Bieg na 10 kilometrów – 30:57 (2012)
- Półmaraton – 1:07:17 (2012)